# Роза Боянова
Роза Боянова е българска поетеса.

## Биография
Родена е на 6 март 1953 г. в село Раброво, Кулско, България. Завършила е Българска филология във Висшия педагогически институт в Шумен.
Работи в сферата на културата и образованието. В средата на 80-те години на ХХ век създава в Шумен първото литературно студио за работа с деца в областта на изящната словесност, „Камбанка“, което се превръща в творческа лаборатория за издирване, развитие и изява на детски дарования. Неин спътник в работата и съавтор става Красимир Кунчев – д-р по филология в Шуменския университет.
През 1988 г. в издателство „Народна младеж“ излиза първата им съвместна книга – „Литературни игри с децата“. През 2005 г. излиза от печат второто допълнено и преработено издание „Литературни игри с деца или Л'ар педагожик“ (изд. „Либра Скорп“, Бургас, 424 стр., с предговор и статия на руски и английски език). Книгата изследва психологията на творческия процес при децата литературни творци, явява се „продължител“ на делото на Корней Чуковски и Джани Родари и представлява помагало за учители в детските градини и в училище.
От 1989 г. Роза Боянова живее в Бургас, където продължава работата си с деца и млади творци в литературното студио „Митични птици“ към читалище „Любен Каравелов 1940“.
Тя е заместник-председател на дружество „Български писател“ в Бургас и заместник главен редактор на вестник „Автограф“ – регионален месечник за литература и изкуство, съвместно издание на Съюза на българските писатели.
Съставител е на около 40 книги с творчество на деца от цялата страна. Нейни стихове са превеждани на руски, македонски, френски, английски,хърватски, румънски и други езици.

## Признание и награди
Отличена е с Националната награда за дебют „Владимир Башев“ (1984) за книгата си „Жадна вода“.
Носител е на Националната награда за лирика „Иван Пейчев“ за 2007 година.